# Illa d'Hashima

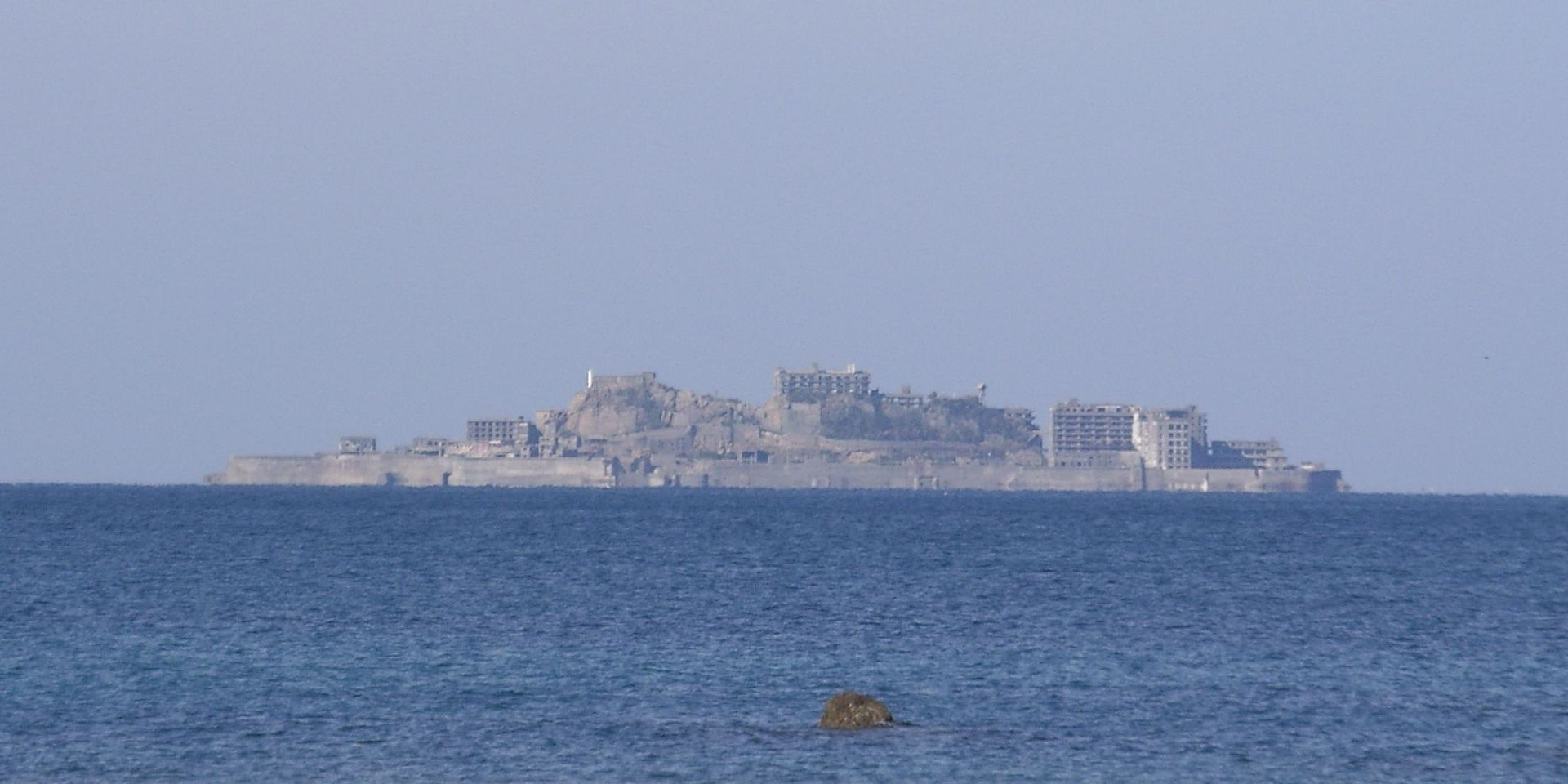
Vista de l'illa d'Hashima, es pot apreciar que el perfil sembla un vaixell de guerra.

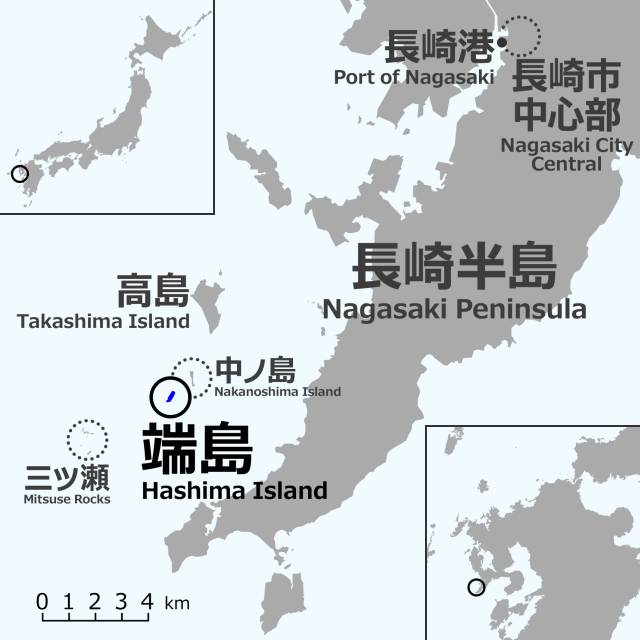
Localització d'Hashima (端島).

L'Illa Hashima (端 岛), també anomenada Gunkanjima (军舰 岛) és una de les 505 illes deshabitades de la prefectura de Nagasaki. Aquesta illa de 480m de llarg per 150m d'ample està localitzada a uns 20 km del port de Nagasaki. L'illa va estar poblada entre 1887 i 1974 per explotar una mina de carbó.
Després del descobriment d'un jaciment de carbó a l'illa el 1887, els treballadors s'hi van establir. La població estava creixent a un fort ritme fins a arribar a ser el lloc més densament poblat del món. La caiguda de l'activitat minera va provocar la sortida dels últims habitants el 1974, deixant la seva infraestructura a la intempèrie. Ara és una ciutat fantasma.

## Toponímia
Hashima, 端島 en caràcters japonesos, també anomenada Gunkanjima, 軍艦島 en caràcters japonesos. Aquest sobrenom ve de la seva semblança amb els cuirassats de la Classe Tosa · .

## Geografia

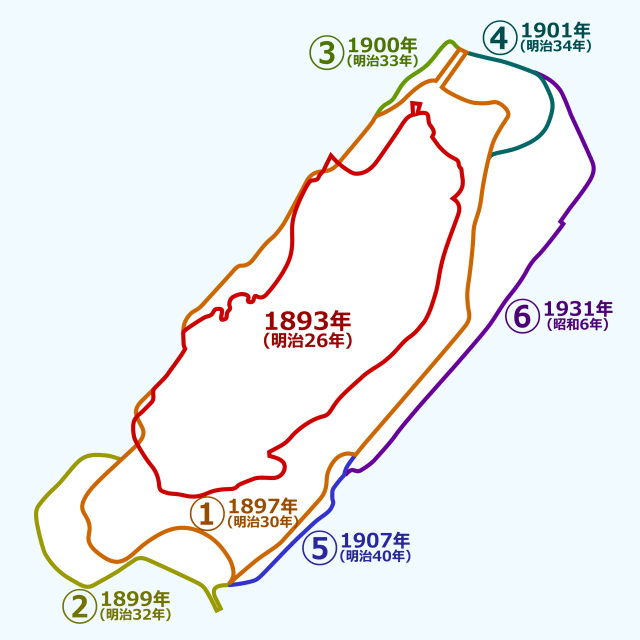
Mapa d'Hashima on es mostren les successives ampliacions.

### Localització
Hashima està situat al sud del Japó, a la costa occidental de l'illa de Kyūshū. Està envoltada per les illes Nakanoshima i Takashima al nord-est, les roques Mitsuse al sud-est i per la Península de Nagasaki a l'est i al sud. Hashima és banyada pel Mar d'Amakusa, una petita porció de la Mar Oriental de la Xina que pertany a l'oceà Pacífic i està a uns 20 km del port de Nagasaki.
Administrativament, l'illa pertany a la Prefectura de Nagasaki.

### Terreny
L'illa original tenia una forma orientada de nord-est a sud-oest allargada. Aquesta forma general s'ha mantingut malgrat les ampliacions que va patir a partir de 1899 i 1931. Des de llavors, Hashima fa 480 metres de llarg i 160 metres d'ample, i 6,3 hectàrees de superfície.
El centre de l'illa conserva el seu terreny original com roques escarpades. Als seus peus es van construir de cinturó per esculleres i terraplens que formen les zones costaneres planes.

### Construccions
Hashima era una mina de carbó i, per tant, va donar la benvinguda a la infraestructura necessària per a aquesta activitat. A la superfície, l'illa estava coberta de cases, edificis d'habitatges, escoles, botigues, serveis, administració de mines, hospitals, etc.
Entre aquests edificis es van construir espais de circulació en forma de carrerons i escales, zones de jocs per a nens, etc.
Per tant, l'illa estava completament urbanitzada, les seves costes estaven formats per molls i esculleres.

## Història

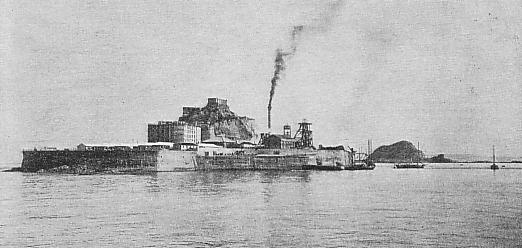
Vista d'Hashima cap a l'any 1930 on es mostra la mina a ple rendiment.

### Explotació minera

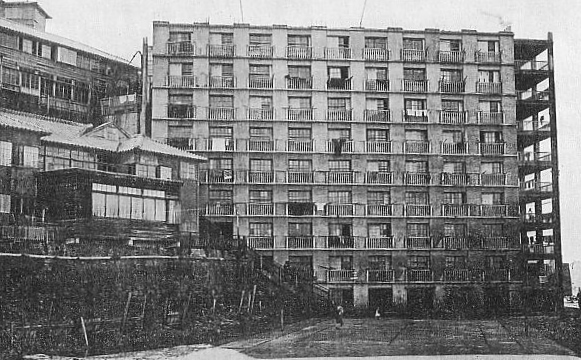
Edificis residencials cap a l'any 1930.

El 1810, es va trobar una important beta de carbó en aquesta l'illa deshabitada. Va ser comprada el 1890 pel conglomerat japonès Mitsubishi que utilitza aquests recursos naturals i d'aquesta manera s'instal·la a Hashima la mà d'obra necessària per a la seva explotació industrial.
El lloc va ser escenari de crims de guerra durant la Segona Guerra Mundial: Corea va ser ocupada pels japonesos, i 800 coreans van ser enviats forçosament a l'illa a treballar. Més de 120 van morir i els que tractaven d'escapar van ser sotmesos a tortura extrema segons l'informe d'una comissió governamental d'investigació, publicat el 2012.
Després de la guerra, la població va créixer ràpidament fins al punt que el 1950 va arribar a les 5.300 persones, en 6,3 hectàrees de superfície, amb una densitat de 83.500 h/km². Aquestes xifres van seguir augmentant a un màxim de 84.100 h/km² per a tota l'illa i 139.100 habitants / km | 2 pel barri residencial el 1959. Aleshores era la major densitat de població registrada al món.
Quan el carbó va ser substitutit pel petroli i els seus derivats com a font d'energia primària en l'economia japonesa la població de Hashima va disminuir ràpidament. L'activitat del pou disminueix fins al punt que els últims habitants van ser evacuats el 1974. Les condicions climatiques, sobretot el pas dels tifons, acceleren el deteriorament dels edificis i de les instal·lacions mineres abandonades.

### Turisme

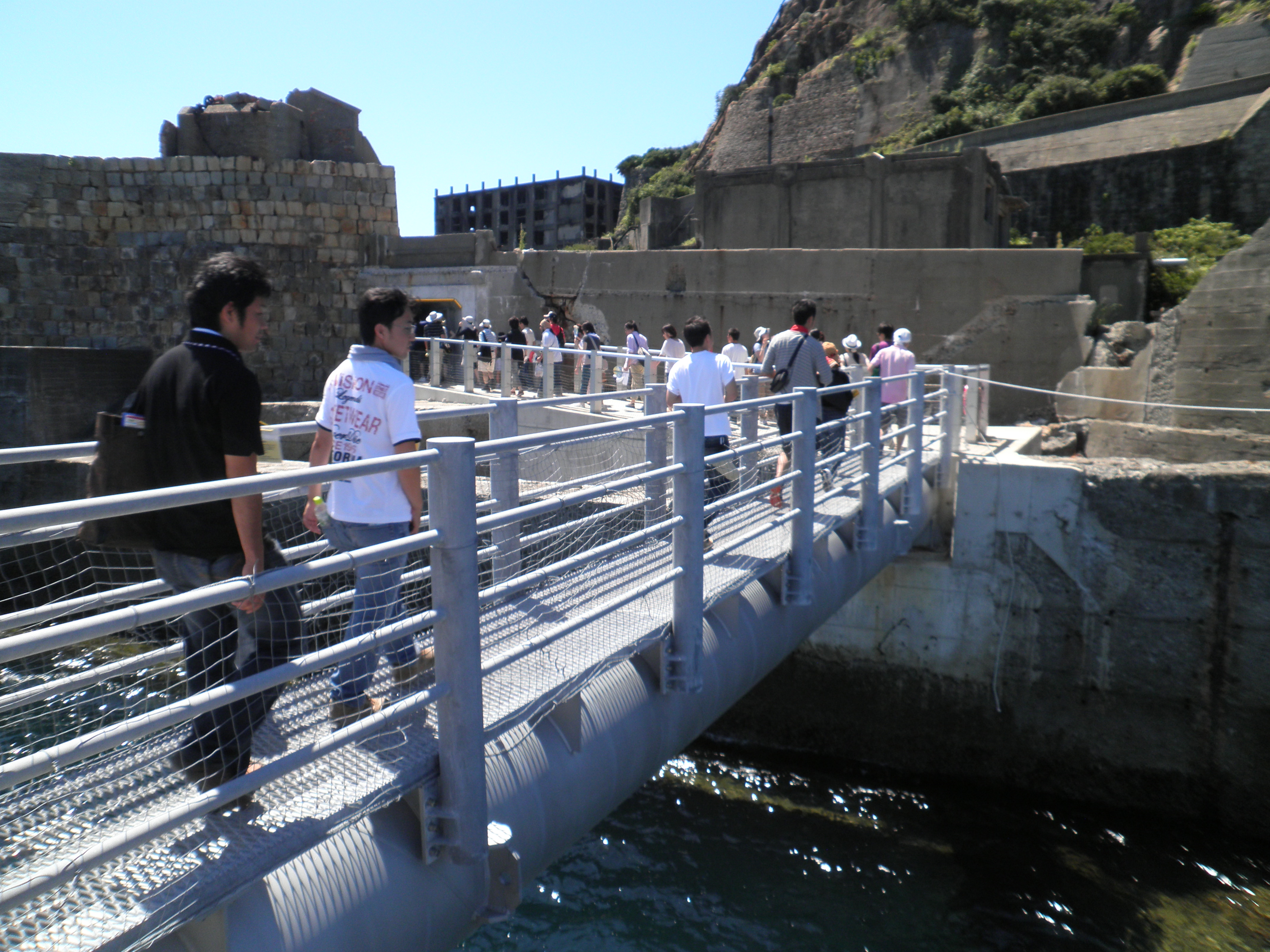
Turistes visitant Hashima el 2010.

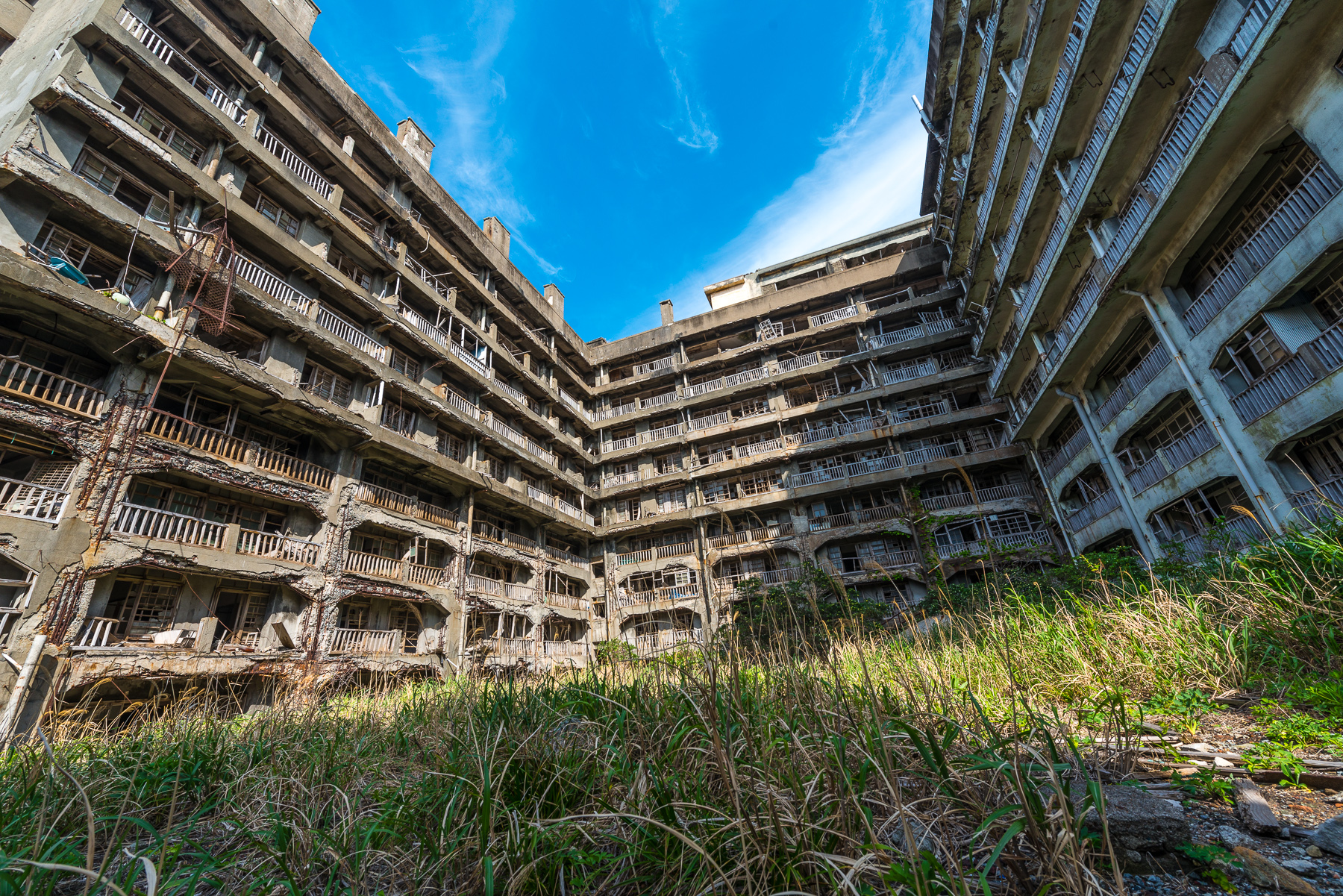
Vista dels edificis que es deterioren el 2012.

L'illa és considerada perillosa i prohibit l'accés fins a l'any 2009. D'aleshores ençà, des d'un vaixell s'ofereix connexió marítima entre Hashima i la ciutat de Nagasaki al mateix temps que s'han fet treballs de conservació per un valor de 100 milions de iens per rebre els turistes. El 2011, 235.000 persones van fer una visita guiada a l'illa, que es limita a un camí especial.
A més de turistes, també exresidents van poder tornar per primera vegada des que van abandonar l'illa.
Durant la dècada de 2000, el Japó va sol·licitar la inclusió de l'illa al patrimoni de la humanitat, la llista de béns establerta pel Comitè del Patrimoni Mundial de la Unesco. La iniciativa ha estat criticada per Corea del Sud en anglès, la « Truth Commission on Forced Mobilization under the Japanese Colonial Rule ».

## En la cultura popular

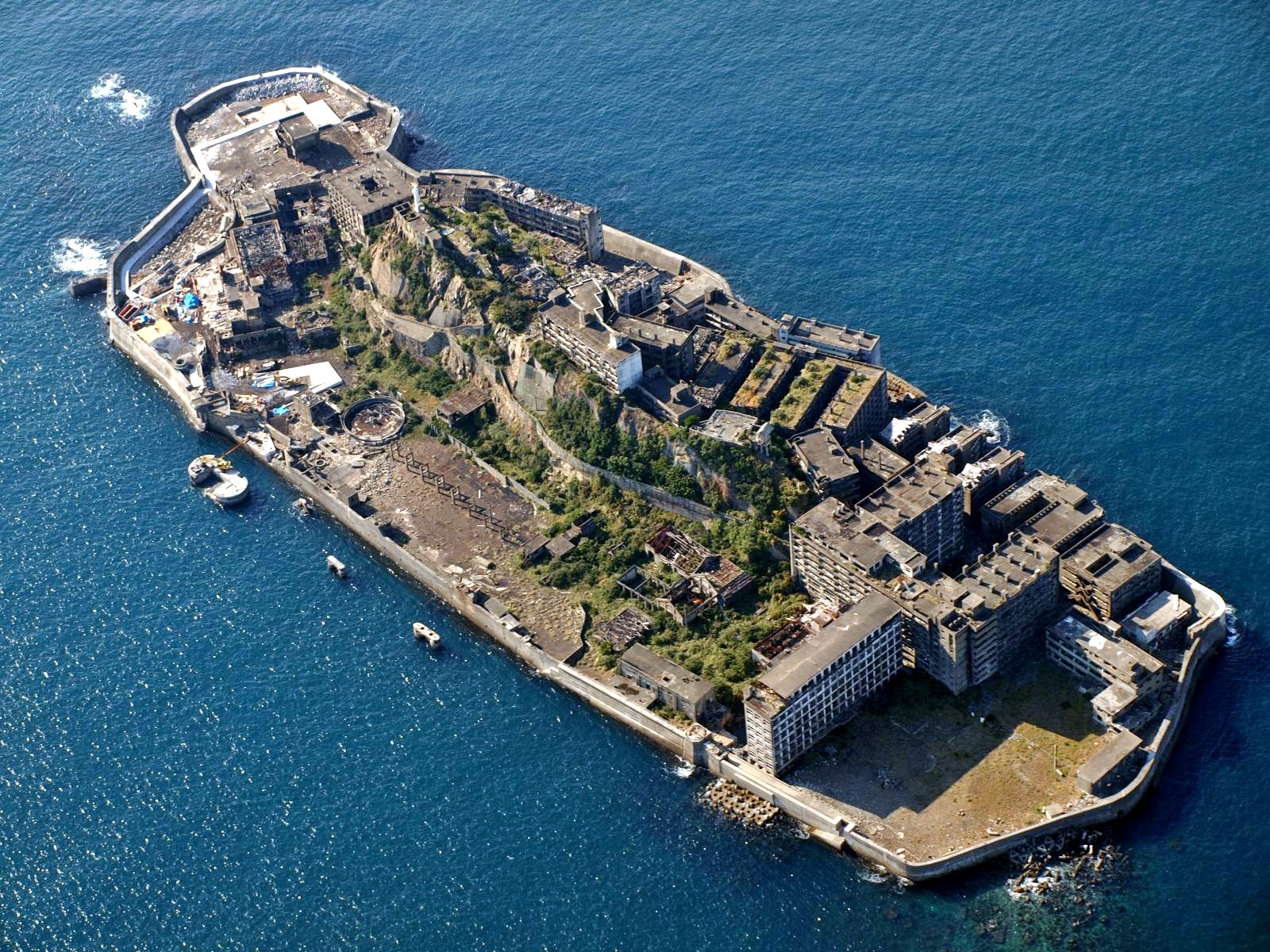
Vista aèria d'Hashima del 2010.

### Cinema i televisió
Hashima està present en diverses pel·lícules i reportatges. Va aparèixer en un episodi de la sèrie docudrama La vida després dels humans, ofert el 2009 per la televisió nord-americana “History”. Atrets per les seves restes arquitectòniques, l'artista francès Louidgi Beltrame enregistra el 2010 una pel·lícula anomenada Gunkanjima. El director francès Aurélien Vernhes-Lermusiaux ha dissenyat el 2012 una instal·lació interactiva immersiva anomenada L'Empire en què totes les imatges es van rodar a l'illa. · .
Skyfall, la 23a pel·lícula en la sèrie James Bond, dirigida per Sam Mendes, conté punts de vista generals de l'illa.
L'illa va ser utilitzada com a lloc de rodatge de la pel·lícula del manga en directe L'Attaque des Titans.

### Literatura
Montage, un manga de Jun Watanabe publié depuis 2010, se déroule partiellement sur l'île.

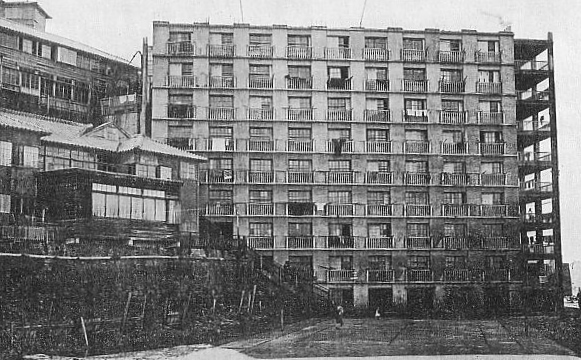
Edifici d'apartaments a l'illa Hashima cap a la dècada dels 1930

El 1890 Mitsubishi va comprar l'illa i es va encarregar de la construcció de tot el que havia a l'illa per explotar durant gairebé 100 anys. En aquells anys el petroli va esdevenir el substitut del carbó i, per tant, l'illa va deixar de ser rendible, així que Mitsubishi va anunciar el tancament de la mina el 1974 i des d'aleshores està totalment deshabitada, per això la solen anomenar l'Illa Fantasma.
D'acord amb un encàrrec sud-coreà, l'illa va ser habitada per 500 coreans que l'habitaven mentre eren forçats a treballar entre 1939 i 1945, durant la II Guerra Mundial.
El 1959 l'illa, d'una mica més d'un quilòmetre quadrat, va arribar a assolir una densitat de població de 83.500 persones / km² pel conjunt de l'illa, i de 139.100 persones / km² a la zona residencial, la qual cosa suposa històricament una de les majors densitats de població registrades al món.
Després de quedar abandonada, els seus edificis han estat exposats a les inclemències climatològiques i la salinitat del mar, fets que l'han fet deteriorar amb rapidesa. Actualment s'observen els efectes del deteriorament dels edificis de formigó per a la filmació de La Terra sense humans.
Des del 22 d'abril de 2009 una petita part de l'illa va quedar oberta al públic per realitzar visites turístiques a aquesta.

## Curiositats
- La cantautora Okazaki Ritsuko va néixer a Hashima.
- L'illa apareix a Battle Royale II: Réquiem i al manga "Air Gear" on té lloc una carrera.

## Galeria

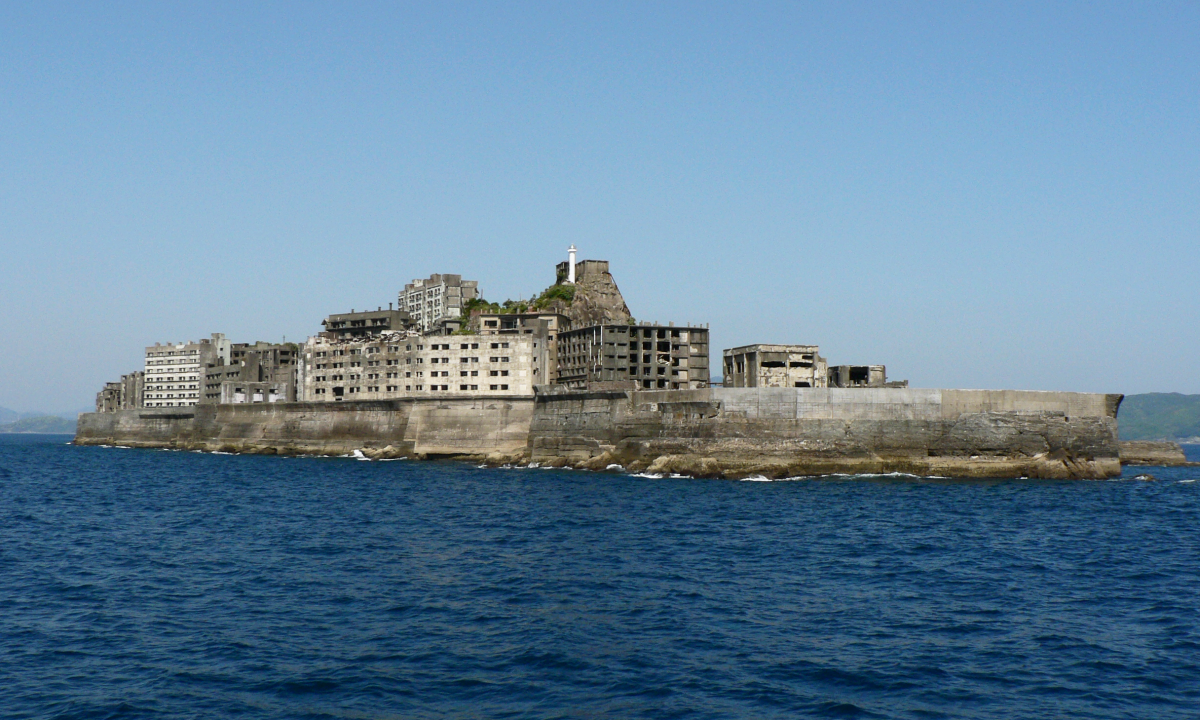
Hashima am 23 d'abril de 2009
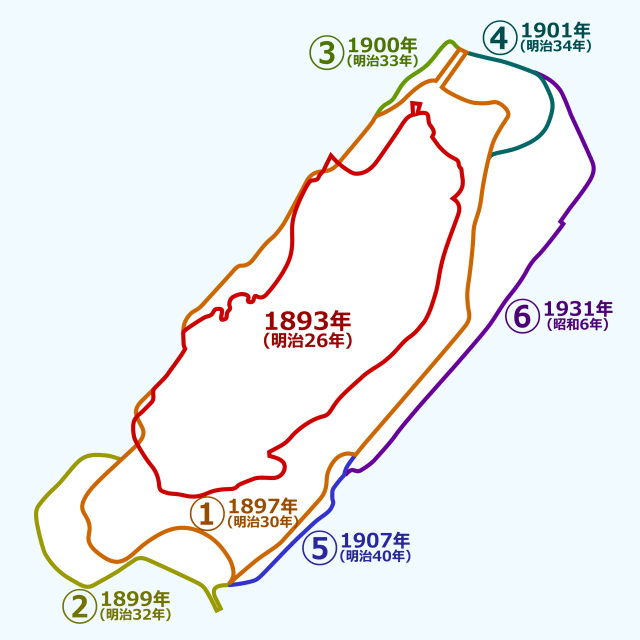
Recuperació de terres: Augmentar gradualment l'illa amb l'acumulació dels terrenys la mina. La forma original es mostra en vermell
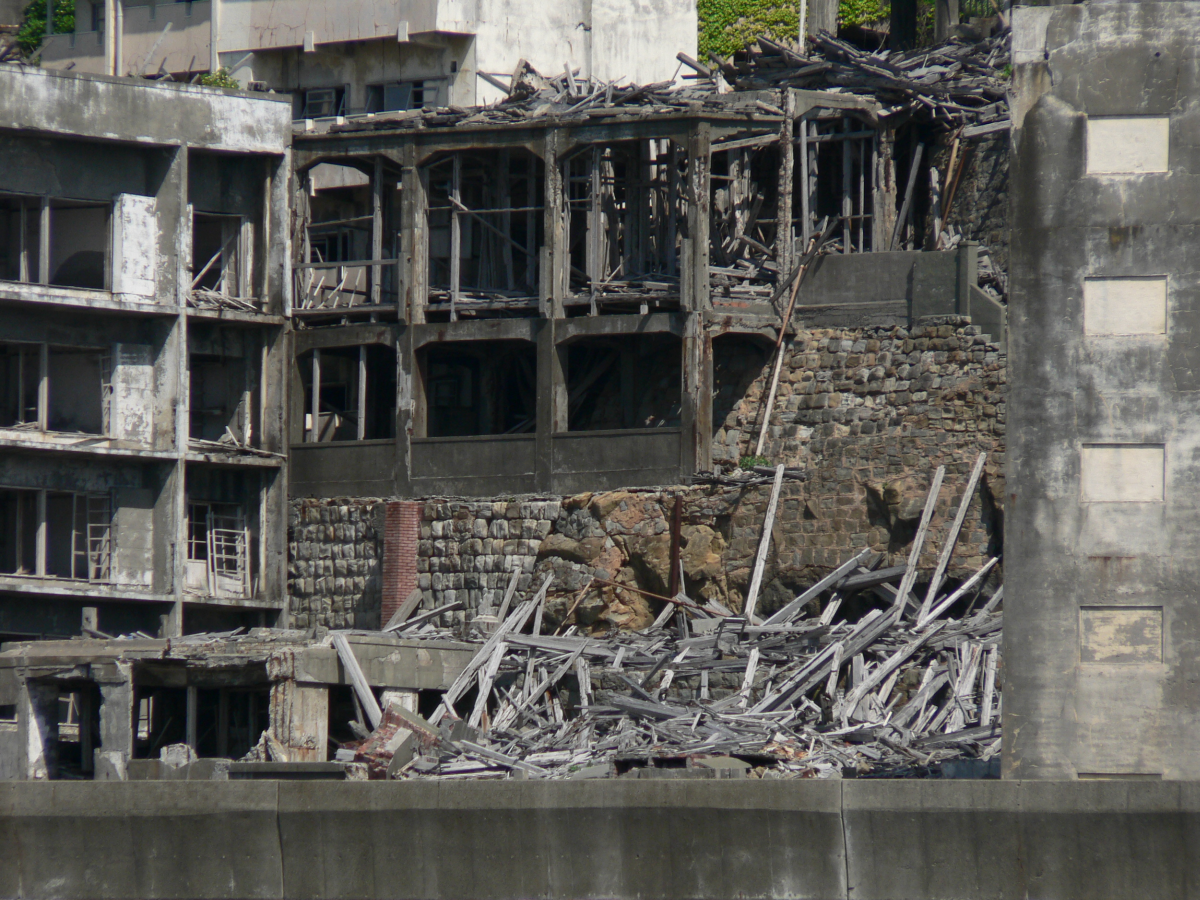
Edifici enderrocat
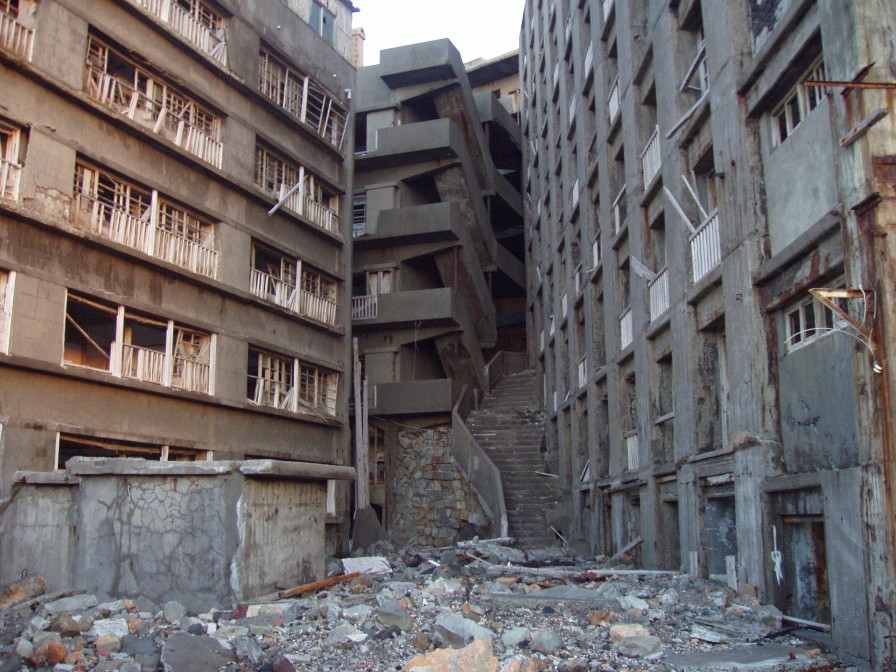
Escala de construcció i "a l'infern", a l'illa d'Hashima.
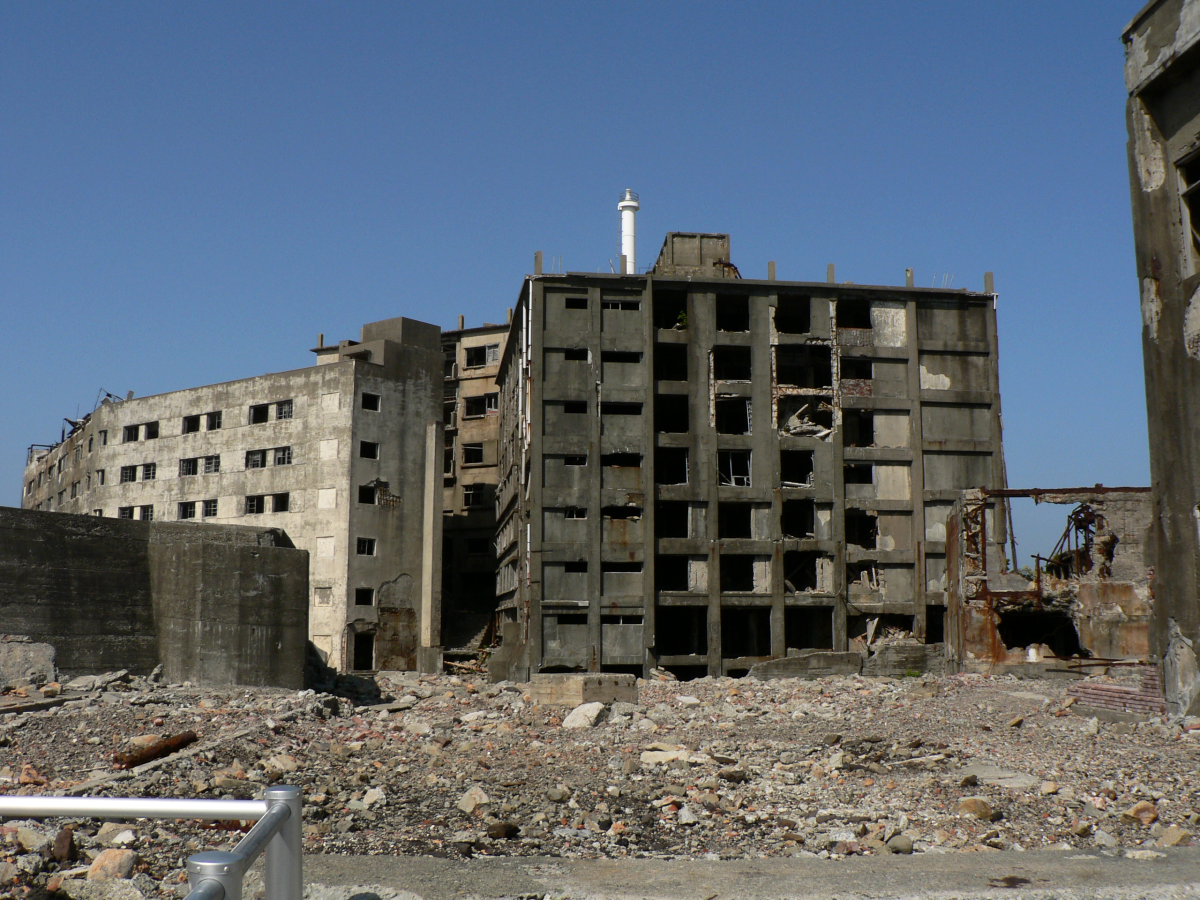
Vista d'una part dels edificis en ruïnes el 2009.
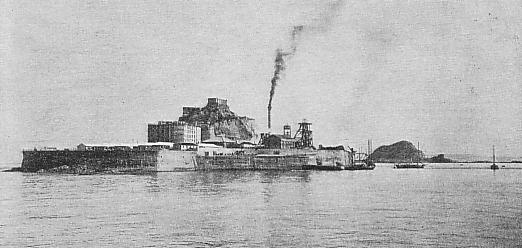
Hashima 1930 vista que mostra la mina d'explotació.
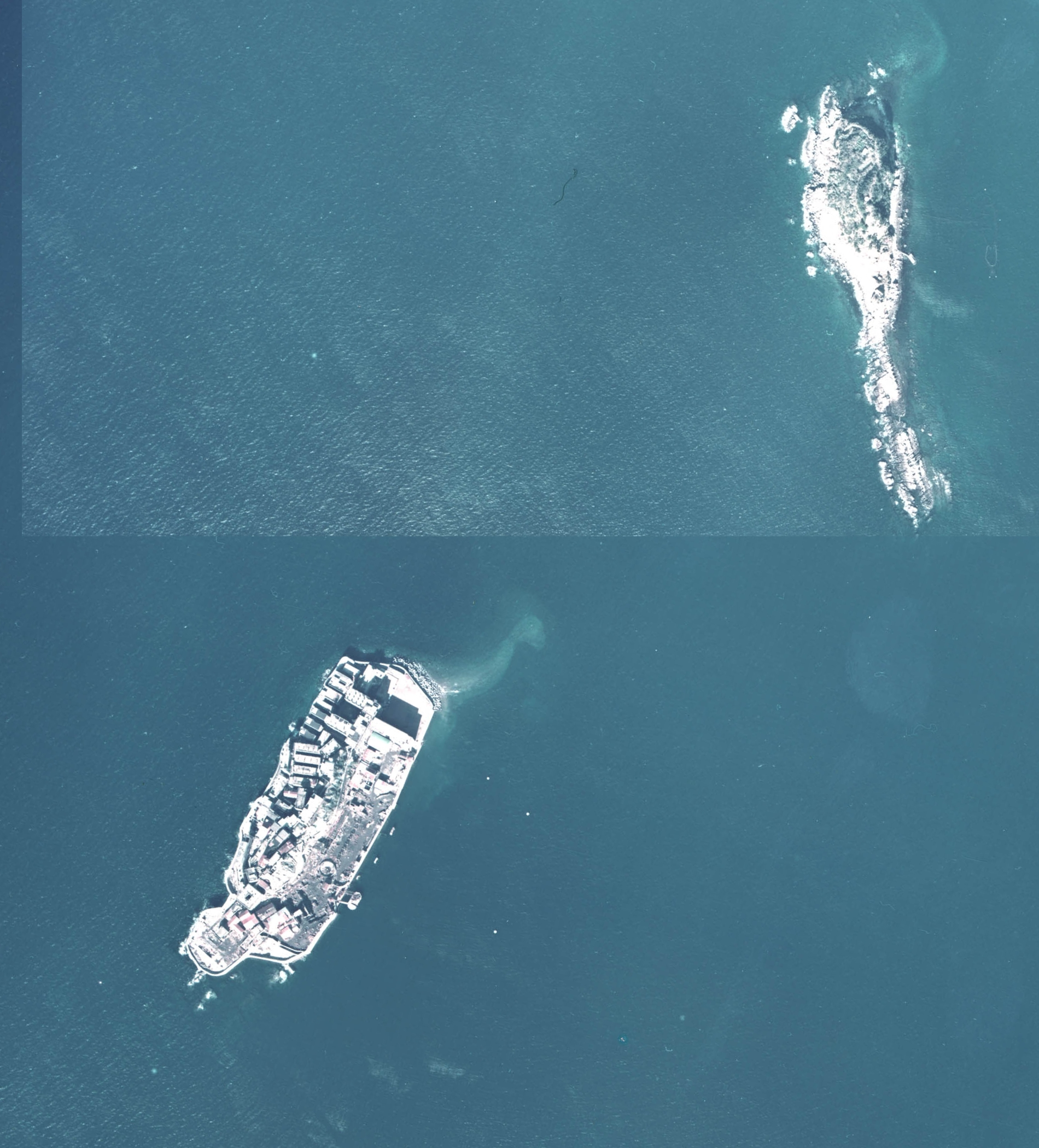
Imatge de satèl·lit.
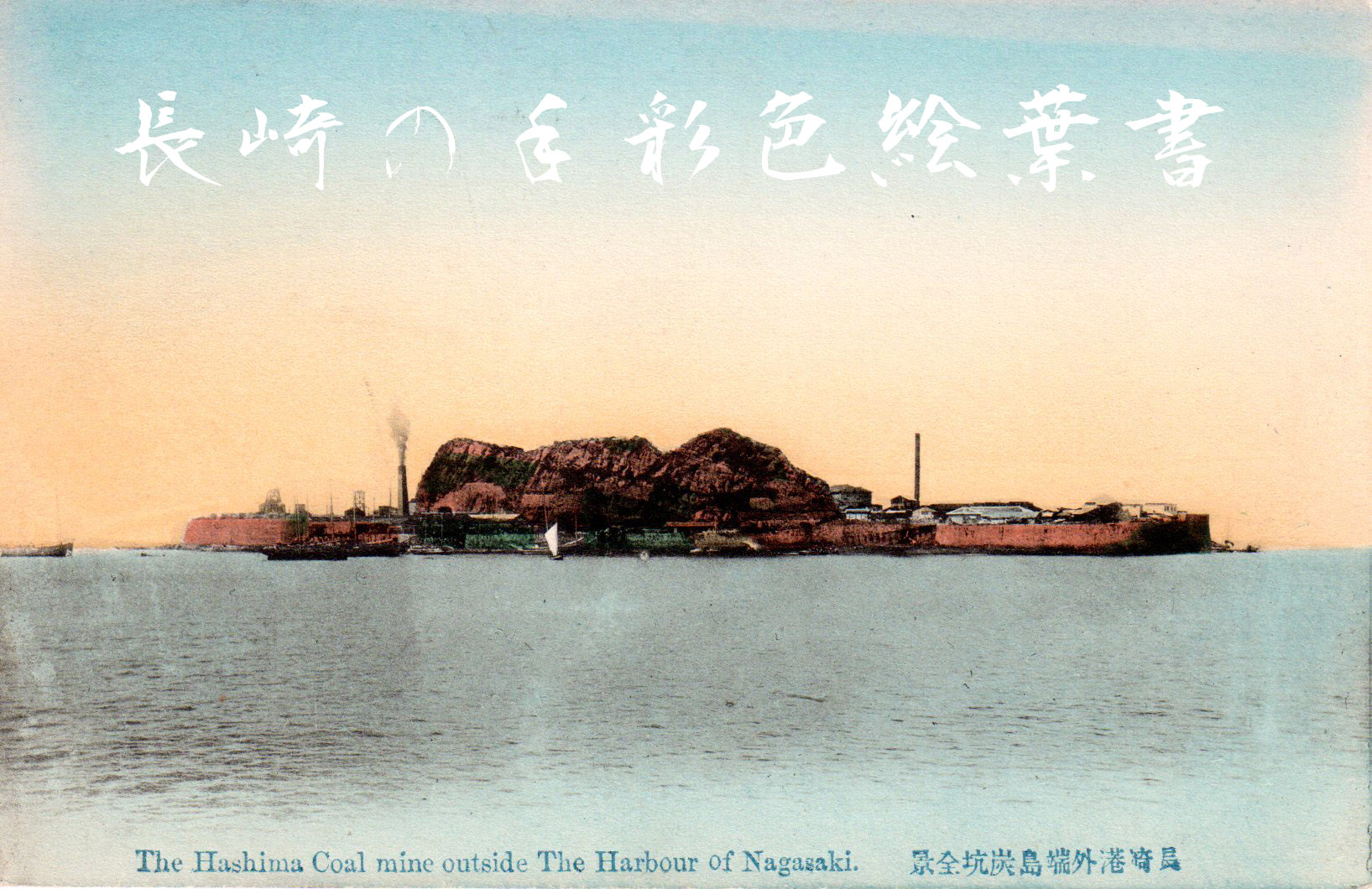
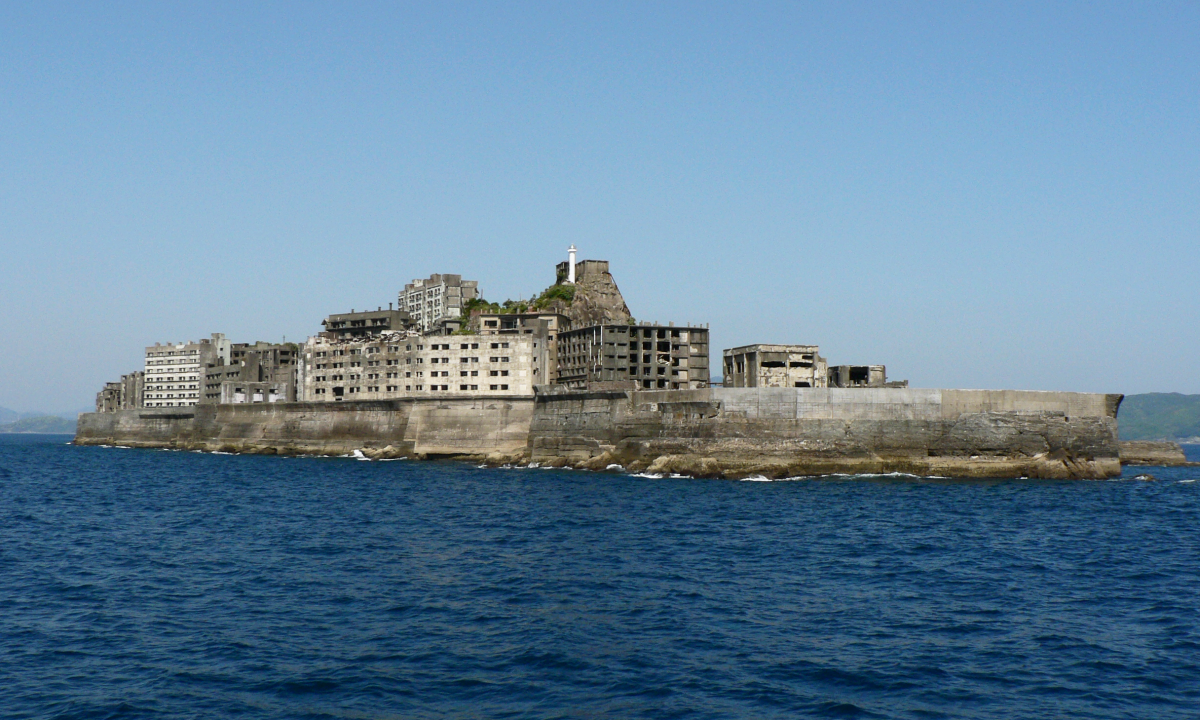
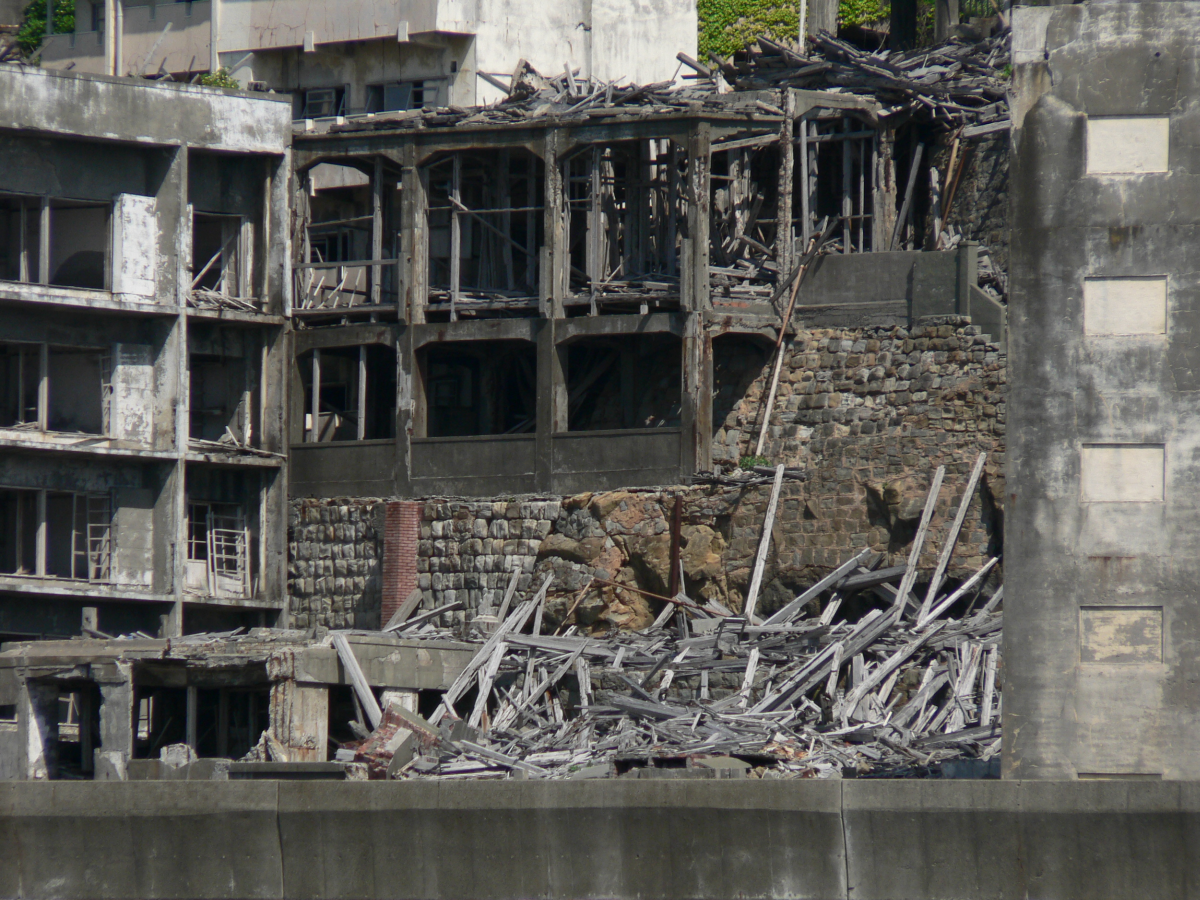
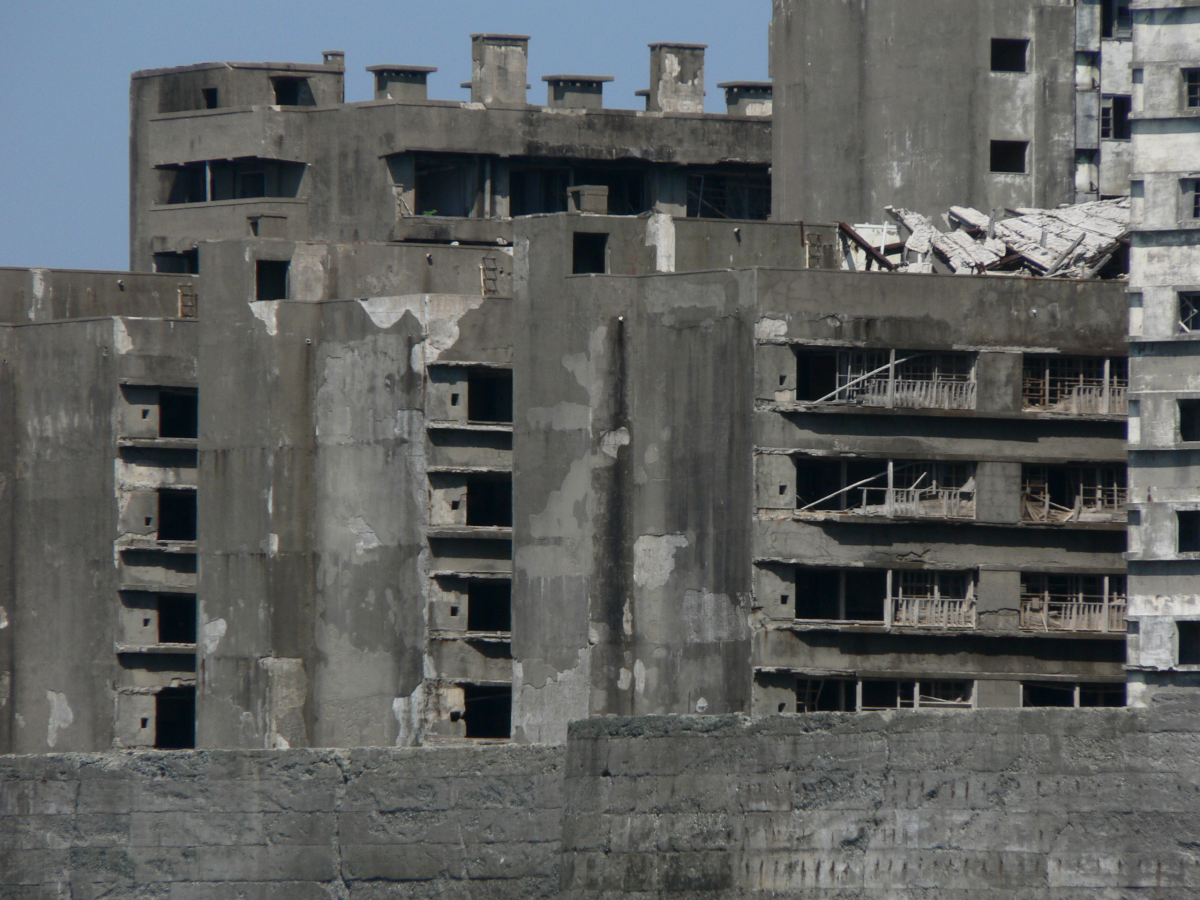
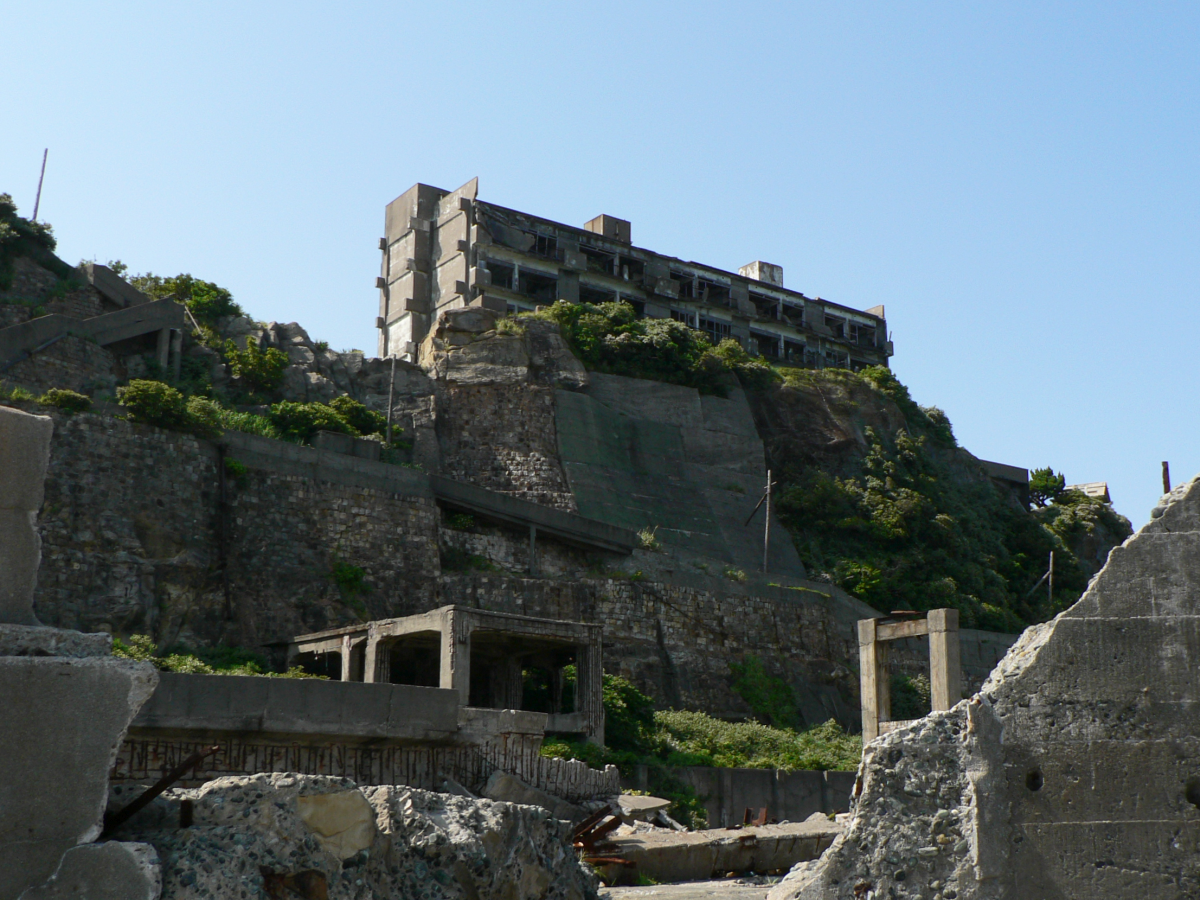
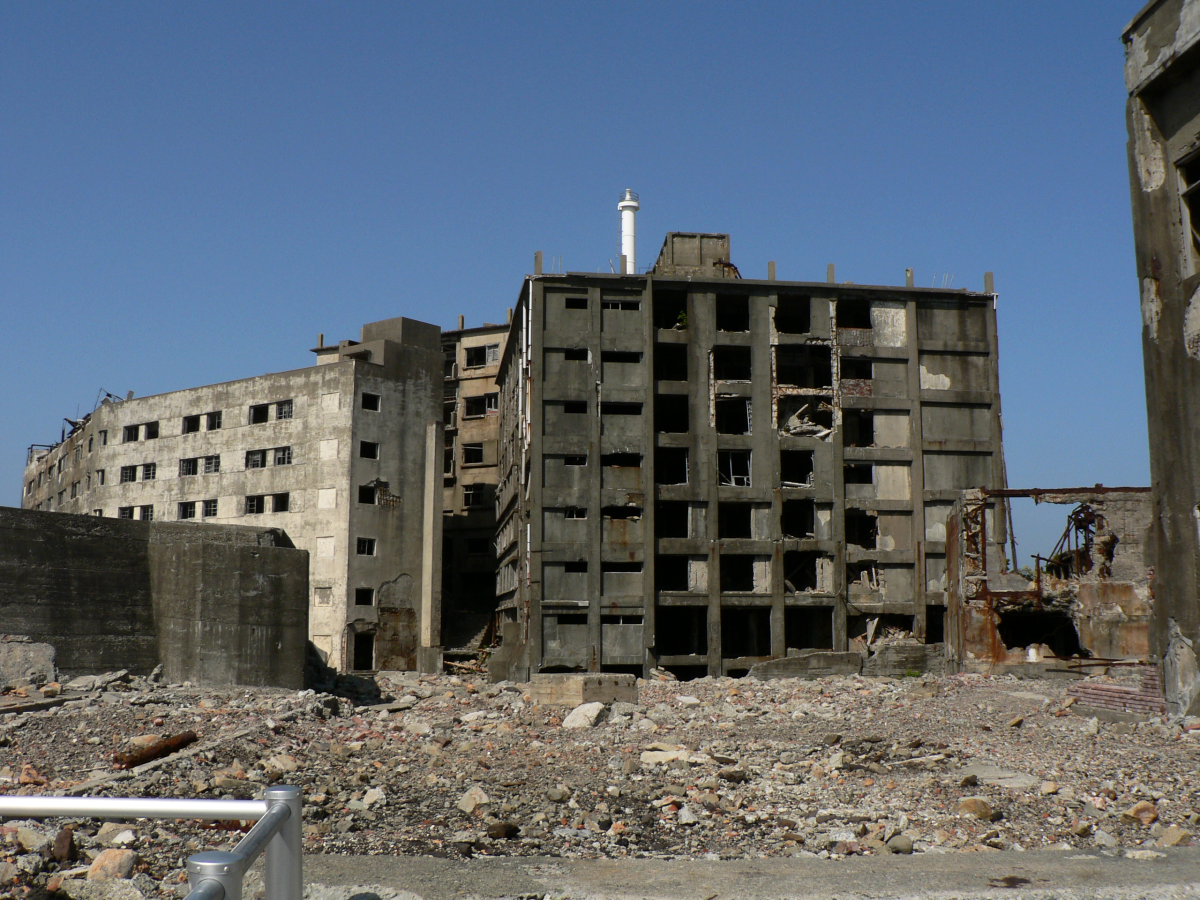
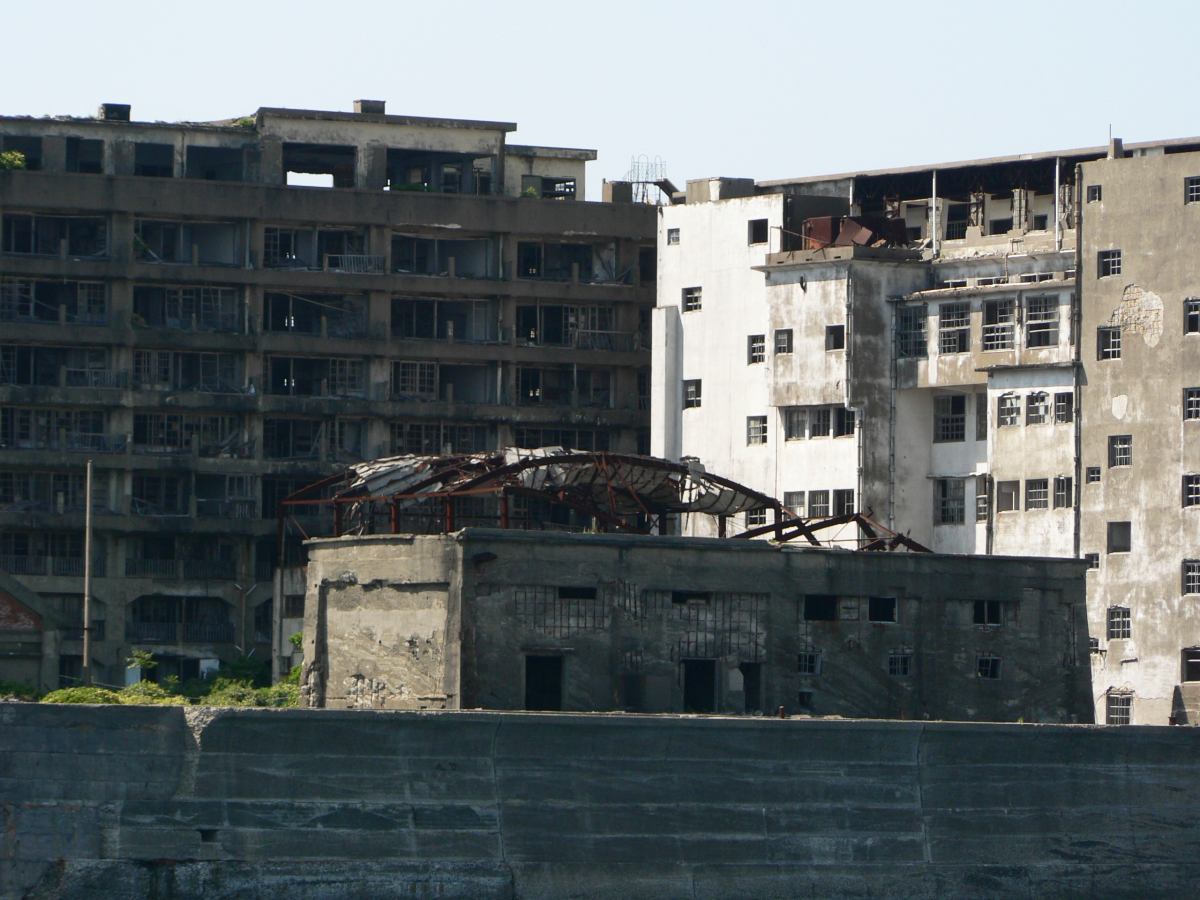
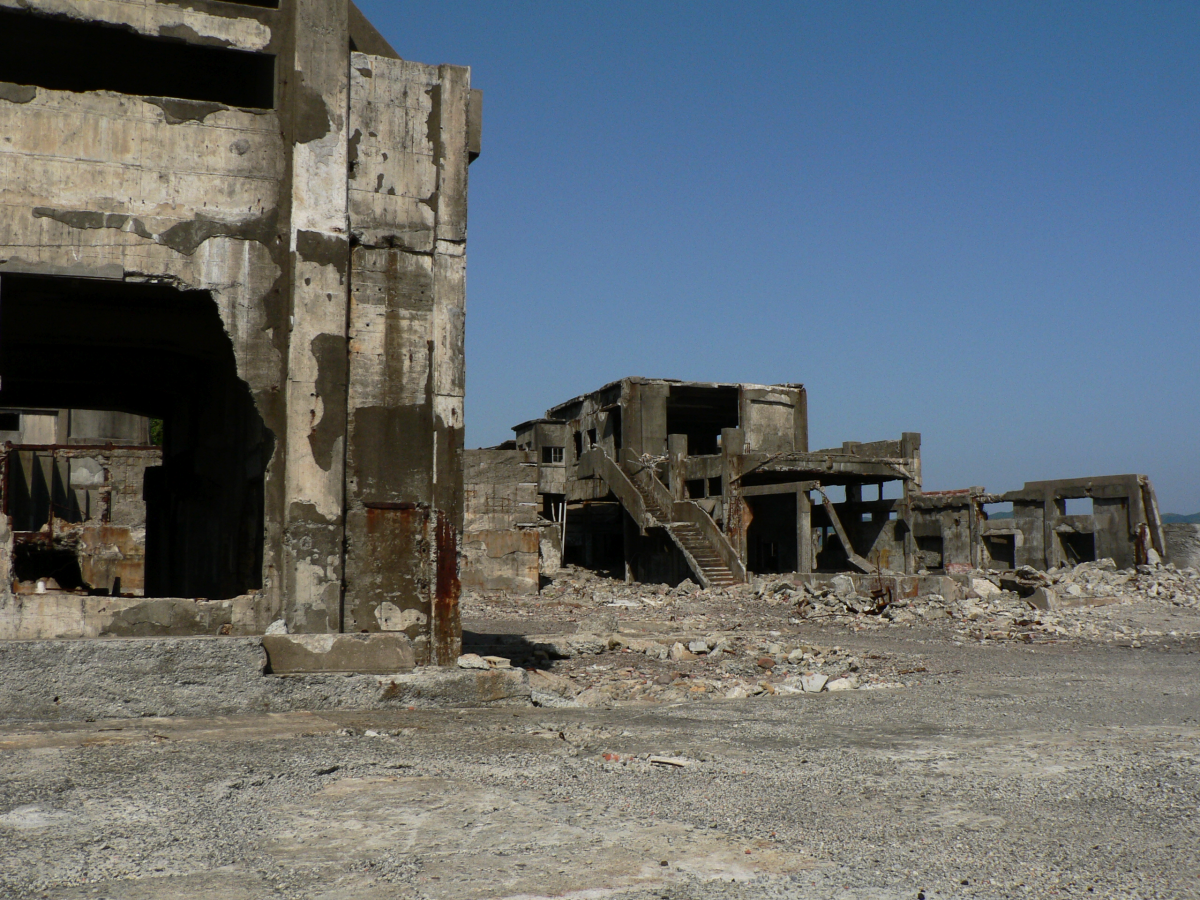
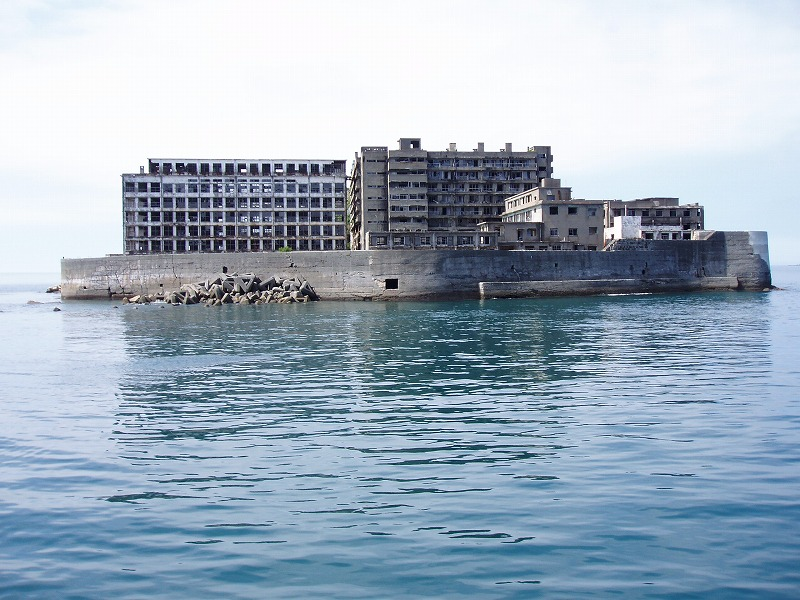